# 双溪乡 (汉源县)
双溪乡，是中华人民共和国四川省雅安市汉源县曾经下辖的一个乡。2019年12月，撤销双溪乡，将其所属行政区域划归九襄镇管辖。

## 行政区划
双溪乡撤销前下辖以下地区：
松合村、申沟村、涂家村、木楠村、东乐村和柴坪村。